# 大阪府立水都国際中学校・高等学校
大阪府立水都国際中学校・高等学校（おおさかふりつ すいとこくさい ちゅうがっこう・こうとうがっこう）は、大阪府大阪市住之江区南港中三丁目にある、大阪府と学校法人大阪YMCAによる日本初の公設民営の中高一貫校である。

## 概要
国家戦略特区制度（国家戦略特別区域法における学校教育法の特例）を活用した全国初の公設民営による併設型の中高一貫教育校である。
設置者は大阪市、管理・運営は学校法人大阪YMCAが行う。
2022年から大阪市教育委員会では、大阪府教育庁及び本市教育委員会事務局で構成する「市立高等学校の府立高等学校への一元化検討プロジェクトチーム」を設置し、市立高等学校等の府への移管について、協議を進めていった。
それに伴って、「大阪市立の高等学校等移管計画（案）」を成案化した「大阪市立の高等学校等移管計画」を策定し、2021年1月12日の大阪市教育委員会会議及び同月18日の大阪府教育委員会会議において、議決された。
高等学校が府立に移管したことにより中学校も府立に変わった。

## 教育方針
中学校では学習指導要領で決められている科目等のほかに学校選択科目として「グローバルスタディーズ（国際理解）」と「コミュニティ＆アクション」が設定される。
高等学校ではグローバル探究科が設けられ、2年次よりグローバルコミュニケーションコース、グローバルサイエンスコース、国際バカロレアコースに分かれて教育が行われる。なお、英語、数学、理科、グローバルイシュー探求（国際理解）の各教科で英語を用いた授業が行われる。

### 課外活動（この項の出典：[3]）
生徒が自主的に課外活動を行う仕組み「GAPS」を採用する。GAPSでは、活動を希望する生徒らが自ら生徒会に申請・プレゼンテーションし、承認されれば活動開始となる。
- バドミントン部
- 高校バスケットボール部
- 中学バスケットボール部
- ダンス部
- バレーボール部
- サッカー部
- 野球部
- 硬式テニス部
- モルック部 (Mölkky Club)
- 体操部
- マインクラフト研究部
  - 第5回 Minecraftカップ 全国大会「学校賞」受賞[4]
- 競技かるた部
- WNB
- Library Fairy
- 文芸部
- 防災部
- 軽音楽部
- 茶道に親しむ会
- English Room
- Contents Creation Club
- 科学研究部
- 放送研究部

- LEGO研究部
- 美術研究部
- 手話部
- 写真研究部
- フットサル部
- BUNCA
- 水泳部
- ゲートボール部
- 地球愛好部
- 生物部

## 沿革
- 2019年4月 - 統合・移転後の大阪市立南港緑小学校・大阪市立南港渚小学校の校地にて開校（中学校2学級80名、高等学校2学級80名)
- 2022年4月 - 校舎の改修工事、新校舎の増築工事が完成（予定）。高等学校が4学級160名（内部進学者80名、外部入学者80名）となる（予定）